# Dudley Doolittle
Dudley Doolittle, född 21 juni 1881 i Cottonwood Falls i Kansas, död 14 november 1957 i Emporia i Kansas, var en amerikansk politiker (demokrat). Han var ledamot av USA:s representanthus 1913–1919.
Doolittle efterträdde 1913 Fred S. Jackson som kongressledamot och efterträddes 1919 av Homer Hoch.
Doolittle är begravd på Prairie Grove Cemetery i Cottonwood Falls.